# Hans Pollan
Hans Pollan (* 1928 in Wien) ist ein ehemaliger Mitarbeiter der Weltbank und der International Finance Corporation.
Er studierte an der Universität Wien und der Saint Louis University. Pollan war ein Direktor und zeitweise der Acting Vice President der Weltbank. Im Jahr 1983 wurde er zum Special Representative der International Finance Corporation in Europa ernannt. Pollan ist ein Sohn des ehemaligen Präsidialchefs des österreichischen Bundesministeriums für Justiz, Paul Pollan.